# Joseph Li Shan
Joseph Li Shan (chiń. 李山; pinyin Lǐ Shān; ur. w marcu 1965) – chiński duchowny katolicki, arcybiskup metropolita Pekinu od 2007.

## Życiorys
Święcenia kapłańskie otrzymał 21 grudnia 1989.
Po śmierci poprzednika – arcybiskupa Michała Fu Tieshana został wybrany arcybiskupem metropolitą Pekinu. Sakrę biskupią przyjął z mandatem papieskim 21 września 2007.